# Історія євреїв в Івано-Франківську

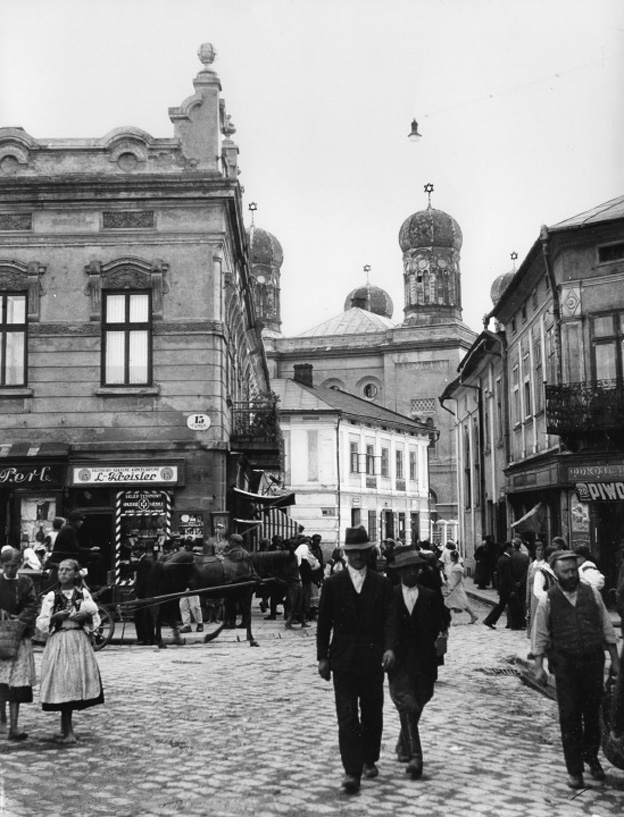
Синагога та прилегла площа наприкінці ХІХ століття

Уперше євреїв згадано у привілеї Андрія Потоцького від 17 вересня 1662 року. В ньому євреям надавалось довічне право проживати в місті, дозволялось заснувати школу, лазню й синагогу. Переселялись вони з навколишніх містечок — Тисмениці, Отинії, інших.
Євреї торгували одягом, хутром, були ювелірами та корчмарями. Єврейські м’ясники поставляли свій товар до палацу Потоцьких. Дуже багато було шевців, ковалів, чоботарів, музикантів, різників, смолярів. Їм належали численні ґуральні та млини.

## Розвиток єврейської громади в місті
Спочатку євреї оселились у північній частині міста, праворуч від Галицької брами, коло Тринітарської площі. Згодом поруч збудували цейхгауз (арсенал) і костьол Тринітарів. Тому у 1721 р. Йосип Потоцький видав привілей, за яким євреї мали перебратися до південної частини міста, «аби криками своїми не заважати відправам у костьолі та убезпечити від вогню цейхгауз». Тоді єврейська дільниця розмістилася в районі сучасного медуніверситету. А наприкінці XVIII століття євреї розселились по всьому місту.
Близько 1665 р. громада заклала невеличку дерев’яну синагогу біля Тринітарської площі. Після переселення Йосип Потоцький дав дерево і кошти для зведення нової, теж дерев’яної. У 1745 р. євреї будують кам’яну синагогу на місці сучасного скверу біля медуніверситету. Вона простояла майже 300 років і була знищена під час німецької окупації. Сучасна синагога збудована у 1898 р.
Коли рили під неї котлован, то знайшли камінь з написом про те, що у 1670 р. тут звели руську, тобто українську церкву (вона завалилась у 1815‑му).
У 1939 р. в місті налічувалось 56 синагог. Це не обов’язково були окремі будівлі, синагога могла бути розміщена і у приватному помешканні.

## Торгові війни
Головними конкурентами євреїв були вірмени. У 1736 р. вони навіть скаржилися Потоцькому на те, що євреї масово скуповують будинки, забираючи їх у християн за борги. Майже всі крамниці були єврейськими. Потерпали й вірменські цехи шевців та кушнірів, які не могли конкурувати з єврейськими ремісниками. Щоправда їхня продукція дещо поступалась якістю вірменській, але була дешевшою.
Йосип Потоцький став на захист вірмен, заборонив євреям купувати будинки у християн і відкривати там крамниці. Також їм заборонили виробляти товари зі шкіри, а продавати сировину вони могли тільки вірменам. Проте ці заходи не дуже допомогли. Наприкінці 1760‑х, не витримавши конкуренції, вірмени масово емігрують до Угорщини в пошуках кращої долі. Єврейська торгова монополія в місті тривала аж до 1939 р.
Протягом XVIII століття Станиславів неодноразово займали неприятельські війська. За правилами того часу вони накладали контрибуцію, головний тягар якої лягав на плечі простих мешканців. Зрозуміло, що єврейська громада, як одна з найчисельніших, платила значні внески.
Але траплялись випадки, коли євреїв розкручували «свої». У 1743 р. вірмени почали будувати власну кам’яну церкву. Проте за шість років звели лише фундамент — бракувало коштів. Тоді Йосип Потоцький видав наказ, за яким єврейська громада щороку мала сплачувати 1000 злотих, доки не завершиться будівництво. Церкву закінчили у 1762 р. — цілих 13 років бідні євреї щедро оплачували будову своїх запеклих конкурентів.

## Власність і влада
До найбагатших людей довоєнного Станиславова відносили Маргошесів (власників фабрики шкір), Ліберманів (спиртзавод), Мендельсонів (ватно-ватинна фабрика), Касвінерів і Урманів (цегельні), Волів (фабрика мила і свічок), Гальпернів (банкіри і домовласники).
Отже, значна кількість промислових об’єктів міста була зосереджена у єврейських руках. Крім того, вони опанували майже весь сервіс: ресторани, перукарні, крамниці, лікарні, майстерні тощо.
Євреї володіли майже 70 % міської забудови. Достатньо згадати кам’яниці Маргошеса (на будинку по вул. Короля Данила ще зберігся герб кушнірів, а на Шевченка тепер Будинок учених), Гальперна (на розі Шопена й Василіанок), Штернгеля (ріг Шевченка-Гординського), пасаж Ґартенберґів.
У 1930‑х роках навіть було прислів’я «Ваші вулиці — наші кам’яниці». Тобто, назви вулиць — польські, а споруди — єврейські.
Від XIX століття євреї беруть активну участь у самоврядуванні. Так, у 1848 р. до міської ради входило 15 християн та 27 євреїв. Карл Гальперн був депутатом австрійського парламенту, а Артур Німгін протягом 23 років обіймав посаду бургомістра Станиславова. За часи його правління змінились три режими: Австрія, ЗУНР і УНР, та Польща. Саме тоді у 1896—1919 рр. було зведено більшість кам’яниць, які сформували обличчя міста. Додамо, що у цей період з’явились такі чудові вулиці, як нинішні Короля Данила, Тичини, Коперніка та ін.

## Друга світова війна
31 березня 1942 року в Станиславові гестапо та шуцполіція проводили спецоперацію — 5 000 євреїв були виселені з домівок, завантажені у вагони та відправлені у Белжецький табір смерті. Того дня над містом літало пір’я «немов би випав сніг»,— із подушок та перин, які різали поліцаї, щоб знайти коштовності.
Німецька влада Станиславова 23 лютого 1943 року доповіла губернатору Галичини группенфюреру СС Отто Вехтеру, що місто оголошено «юден фрай», тобто вільним від євреїв. Формально це означало, що місцеве гетто ліквідоване, а десятки тисяч його мешканців або знищені, або відправлені у концтабори.

## Чисельність євреїв в місті
Протягом століть євреї у Станиславові становили майже половину населення. Перед німецькою окупацією в місті налічувалось близько 50 000 євреїв[джерело?]. Крім місцевих, ще були біженці з Угорщини (Закарпаття) та переселенці з маленьких містечок, які шукали тут роботу. Для порівняння, у 1960 р. в місті проживало лише 3000 євреїв, з яких 2000 приїхали з інших регіонів СРСР. А все населення міста становило близько 70 000 осіб.

## Єврейські цвинтарі
У Станиславові існували два єврейських цвинтарі (їх ще називали «окописька»). Старе кладовище було на місці кінотеатру «Космос», а нове — за міським озером. Доля обох некрополів досить сумна. На цвинтарі, що за озером, німці проводили масові розстріли євреїв, а пізніше танками руйнували надгробки. Зараз ним опікується єврейська громада, яка відгородила цвинтар стіною та встановила багато меморіальних знаків. Не пощастило і старому окопиську. У 1960‑х рішенням міської влади цвинтар ліквідували, а на його місці збудували кінотеатр «Космос». В ніч перед першим сеансом пройшла сильна злива, і стеля новобудови рухнула. Лише чудом ніхто не загинув. Плити з цього цвинтаря використовували як бордюри, тротуарну плитку і навіть при спорудженні пам’ятника загиблим чекістам, що стояв на Валах.
Зараз євреїв хоронять на загальноміському цвинтарі у Чукалівці. За даними міського рабіна Мойше Лейб Колесника, сьогодні громада налічує 400 осіб.